# Allan-Axel Kimbaloula
Allan-Axel Kimbaloula (auch als Allan Kimbaloula bekannt; * 1. Januar 1992 im Tourcoing) ist ein kongolesischer Fußballspieler.

## Karriere
Allan-Axel Kimbaloula wurde an Neujahr 1992 im französischen Tourcoing geboren. Seine Geburtsstadt liegt in der Métropole Européenne de Lille, also unweit der Hauptstadt des Département Nord Lille. Zunächst beim CS Blénod in Lothringen aktiv, spielte der Mittelfeldspieler später in Lille beim größten Klub der Stadt dem OSC Lille. Erst in der Jugend ab dem Jahr 2010 auch in der Reservemannschaft. Für die Doggen stand Kimbaloula bis zum Jahr 2012 ausschließlich im Kader der Zweitvertretung und kam für diese in 26 Spielen zum Einsatz, womit ihm ein Einsatz in der Ligue 1 verwehrt blieb. Im Jahr 2013 wechselte Kimbaloula zum amtierenden estnischen Meister dem FC Nõmme Kalju. Für den Verein aus dem Tallinner Stadtteil Nõmme debütierte er am 1. Spieltag der Saison 2013 im Auswärtsspiel bei Paide Linnameeskond, nachdem er für Tanel Melts eingewechselt wurde.